# 제인 애셔
제인 애셔(Jane Asher, 1946년 4월 5일 ~ )는 잉글랜드의 배우이다. 1960년대 당시 비틀즈의 뮤즈, 폴 매카트니의 여자친구로 이름을 알렸다.

## 출연 작품
- 굿바이 마이 프렌드 (2015)
- 스타팅 아웃: 더 메이킹 오브 조지 스콜리모브스키 딥 엔드 (2011)
- Mr. 후 아 유 (2007)
- 은밀한 교육 2 (2006)
- 목사관 살인사건 (2004)
- 홀비시티 시즌1 (1999)
- 클로징 넘버스 (1993)
- 파리의 충격 (1988)
- 어 보이지 라운드 마이 파더 (1984)
- 레이첼의 외출 (1983)
- 다시 찾은 브라이즈헤드 (1981)
- 헨리 8세 (1973)
- 딥 엔드 (1970)
- 겨울 이야기(영어판) (1968)
- 손들어! (1967)
- 알피 (1966)
- 죽음의 가면 (1964)
- 세인트(영어판) (1962)
- 왕자와 거지 (1962)
- 그린게이지의 여름 (1961)
- 찰리 문 (1956)
- 디즈니랜드 (1954)